# Condado de Jefferson (Alabama)
O Condado de Jefferson (em inglês:  Jefferson County) é condado mais populoso dos 67 condados do estado norte-americano do Alabama. De acordo com o censo de 2022, sua população é de 665.409 habitantes. A sede e maior cidade do condado é Birmingham. Foi fundado em 13 de dezembro de 1819 e o seu nome é uma homenagem ao presidente Thomas Jefferson.

## História
O condado de Jefferson foi estabelecido em 13 de dezembro pelo Poder Legislativo do Alabama. A maioria dos primeiros colonos provinham das Carolinas. As primeiras sedes do condado foram as cidades de Carrolsville (1819-1821) e Elyton (1821-1873).
Fundada em torno de 1871, Birmingham foi nomeada em razão da cidade industrial inglesa de mesmo nome em Warwickshire. Por muito tempo esta cidade foi o centro de produção de aço e ferro na Grã-Bretanha. Birmingham surgiu da fusão de três vilas, incluindo Elyton. O crescimento da cidade continuou pela anexação de vilas e aldeias vizinhas, incluindo North Birmingham.
Com sua industrialização, o crescimento de Birmingham acelerou, particularmente após 1890, atraindo migrantes de outras regiões bem como imigrantes europeus. Bessemer, atualmente um subúrbio de Birmingham também cresceu devido à industrialização.

### Conflitos raciais e o movimento dos direitos civis
As tensões raciais aumentaram consideravelmente no final do século XIX. O congresso majoritariamente branco  aprovou uma nova constituição em 1901 que estabelecia a segregação aos negros e muitos brancos pobres, excluindo-os totalmente do sistema político. Embora nominalmente ainda fossem elegíveis ao júri em meados do século XX, eles foram predominantemente excluídos da participação durante a década de 1950. A competição econômica também fomentava as tensões, estimuladas por um grande envolvimento dos trabalhadores de mina e da indústria, bem como por influência da Klan, da qual muitos policiais participavam entre as décadas de 1950 e 1960.
Em um estudo acerca dos linchamentos no Sul entre 1877 e 1950, Jefferson foi documentado como o condado no qual ocorreu o maior número de linchamentos em todo o Alabama. Multidões cometeram 29 linchamentos no condado, a maioria durante a virada do século em um momento de ampla supressão política à população negra do estado. Entre os incidentes mais notórios se inclui o linchamento de George Meadows em 1889.
Mesmo após 1950 a violência contra a população negra continuou. Na década de 50 membros da Klan bombardearam casas de proprietários negros em Birmingham para desencorajar seus residentes a se mudarem para as novas áreas de classe média da cidade. Nesse período chegaram a se referir à cidade como "Bombingham."
Em 1963, afro-americanos lideraram um movimento na cidade em busca de adquirirem direitos civis, incluindo a integração nos serviços públicos. A campanha de Birmingham foi conhecida pela violência policial contra os manifestantes. No final do verão, a cidade e seus oficiais finalmente entraram em acordo para, no mesmo ano, integrar a população afro-americana aos serviços públicos, incluindo em contratações. Isso se seguiu à campanha dos direitos civis, que estava baseada na Igreja Batista da 16th Street, e a um boicote econômico às lojas de brancos que se recusavam a contratar negros. Em um domingo de setembro de 1963, membros da KKK bombardearam a igreja, matando quatro meninas negras e ferindo várias pessoas. A comunidade afro-americana rapidamente reconstruiu a igreja danificada. Mais políticas de integração foram aplicadas na cidade após a aprovação da Lei dos direitos de voto de 1965.

## Geografia
De acordo com o censo, sua área total é de 2910 km², destes sendo 2879 km² de terra e 31 km² de água. O condado integra a região dos Apalaches.

### Condados adjacentes
- Condado de Tuscaloosa, oeste
- Condado de Bibb, sudoeste
- Condado de Shelby, sul
- Condado de Walker, noroeste
- Condado de Blount, nordeste
- Condado de St. Clair, nordeste

### Área de proteção nacional
- Refúgio Nacional de Vida Selvagem Watercress Darter

## Transportes

### Principais rodovias
- Interstate 20
- Interstate 22
- Interstate 59
- Interstate 65
- Interstate 459
- U.S. Route 11
- U.S. Route 31
- U.S. Route 78
- U.S. Route 280
- U.S. Route 411
- State Route 5
- State Route 25
- State Route 75
- State Route 119
- State Route 149
- State Route 150
- State Route 151
- State Route 269
- State Route 378

### Ferrovias
O serviço de passageiros da Amtrak é proporcionado pelo trem Crescent, que para em Birmingham. Serviços de carga são gerenciados pelas BNSF Railway, CSX Transportation, Norfolk Southern Railway, Alabama & Tennessee River Railway e Birmingham Terminal Railway.

### Aeroportos
- Aeroporto Internacional de Birmingham-Shuttlesworth

## Demografia
De acordo com o censo de 2021:
- População total: 665.409
- Densidade: 231 hab/km²
- Residências: 310.690
- Famílias: 264.105
- Composição da população:
  - Brancos: 52,6%
  - Negros: 43,8%
  - Nativos americanos e do Alaska: 0,3%
  - Asiáticos: 1,8%
  - Nativos havaianos e outros ilhotas do Pacífico: 0,1%
  - Duas ou mais raças: 1,4%
  - Hispânicos ou latinos: 4,3%

## Comunidades

### Cidades
- Adamsville
- Bessemer
- Birmingham (sede; parcialmente no condado de Shelby)
- Brighton
- Center Point
- Clay
- Fairfield
- Fultondale
- Gardendale
- Graysville
- Helena (majoritariamente no condado de Shelby)
- Homewood
- Hoover (parcialmente no condado de Shelby)
- Hueytown
- Irondale
- Kimberly
- Leeds (parcialmente nos condados de Shelby e St. Clair)
- Lipscomb
- Mountain Brook
- Pinson
- Pleasant Grove
- Sumiton (parcialmente no condado de Walker)
- Tarrant
- Trussville (parcialmente no condado de St. Clair)
- Vestavia Hills (parcialmente no condado de Shelby)
- Warrior (parcialmente no condado de Blount)

### Vilas
- Argo (parcialmente no condado de St. Clair)
- Brookside
- Cardiff
- County Line (parcialmente no condado de Blount)
- Maytown
- Midfield
- Morris
- Mulga
- North Johns
- Sylvan Springs
- Trafford
- West Jefferson

### Áreas censitárias
- Chalkville (antigamente; foi anexada pela cidade de Clay);
- Concord
- Edgewater
- Forestdale
- Grayson Valley
- McCalla
- McDonald Chapel
- Minor
- Mount Olive
- Rock Creek

### Comunidades não-incorporadas
- Adger
- Alton
- Bayview
- Bagley
- Bradford
- Coalburg
- Corner
- Crumley Chapel
- Docena
- Dolomite
- Flat Top
- Hopewell
- Kimbrell
- New Castle
- Palmerdale (bairro de Pinson)
- Robbins Crossroads
- Sayre
- Shannon
- Watson

### Antigas cidades
- Acipcoville (antiga comunidade; agora um bairro em Birmingham)
- Elyton (antiga sede do condado; agora um bairro em Birmingham)
- Ensley (antiga vila; agora um bairro em Birmingham)
- North Birmingham (antiga cidade; agora um bairro em Birmingham)
- Woodlawn (antiga cidade; agora um bairro em Birmingham)